# Renato Tagliani
Renato Tagliani (n. 15 mai 1927, Milano, Regatul Italiei – d. 1 noiembrie 2000, Roma, Italia) este un actor și moderator de televiziune italian.